# 寶石湖邨
寶石湖邨（英語：Po Shek Wu Estate）是香港房屋委員會轄下的一個的公共屋邨，項目編號為NR02，位於香港新界上水寶石湖路與彩園路路口東北方，項目原為「上水彩園路地盤3及4期公共房屋發展計劃建造工程」，由3座住宅樓宇組成，於2019年8月落成。 此邨由房屋署總建築師（3）及（6）作整體設計及由李景勳、雷煥庭建築師有限公司（ALKF+）作詳細設計；總承建商為興勝創建，由聯力建築負責圍板工程。邨內170個住戶是受古洞北及粉嶺北新發展區第一階段工程影響的合資格住戶。

## 命名
寶石湖邨之名源於屋邨旁邊連接彩蒲苑與石湖墟、跨越東鐵綫的寶石湖路，該馬路前稱「上水D4路」，後於1985年取當時剛落成的彩蒲苑之「蒲」字和石湖墟之「石湖」二字結合，並取諧音雅化命名為「寶石湖路」。至於目前三座樓宇之命名則沒有採用區內其他屋邨所有樓宇名稱中有一共同字的習慣，而僅從「寶石湖」的意境概念進行延伸聯想，其後2025年同區彩石邨樓宇命名方式相同。

## 歷史
1970年代初期，新豐路與大頭嶺村和上水臨時房屋區之間仍為石上河流域的農田和寮屋用地。1978年，政府開發粉嶺／上水新市鎮，收回九廣鐵路上水站以南土地興建彩園邨，隨後又收回新豐路以西、大頭嶺村以東土地興建彩蒲苑，並將彩蒲苑以北至吳屋村以東的石上河中游河段改建為暗渠，同時從上水站南側開始沿着彩園邨和彩蒲苑的北界修築一條與鐵路形成夾角的馬路，名為彩園路。1983年，為配合九廣鐵路全線進行電氣化改造工程，政府將新豐路縮短至龍琛路路口，拆除該處平交道，同時在石湖墟西面新築一條從新豐路與馬會道路口延伸至粉錦公路路口（即現今的上水迴旋處）並使用行車天橋跨越九廣鐵路的新馬路，於1985年命名為「寶石湖路」。
所以，寶石湖路、彩園路和九廣鐵路之間便形成一個三角形地帶，直到2013年前一直作臨時停車場之用。政府一開始將該處土地預留給水務署興建泵房，並計劃將剩餘部份辟作休憩用地，但自香港特區第4屆政府上任後，因應香港市民對公營房屋需求不斷增加，政府決定將大量原預留作政府用途的小型土地改劃為公營房屋用途，其中包括將上述水務署泵房預留用地的三角形地帶大部份改為興建公共屋邨，並由房屋署於2016年12月向北區區議會提交「寶石湖邨」的命名建議。至於東鐵線路軌旁邊的東江供水水管及靠近彩園邨至上水廣場行人天橋的原臨時停車場東南部份則獲得保留。

## 屋邨資料

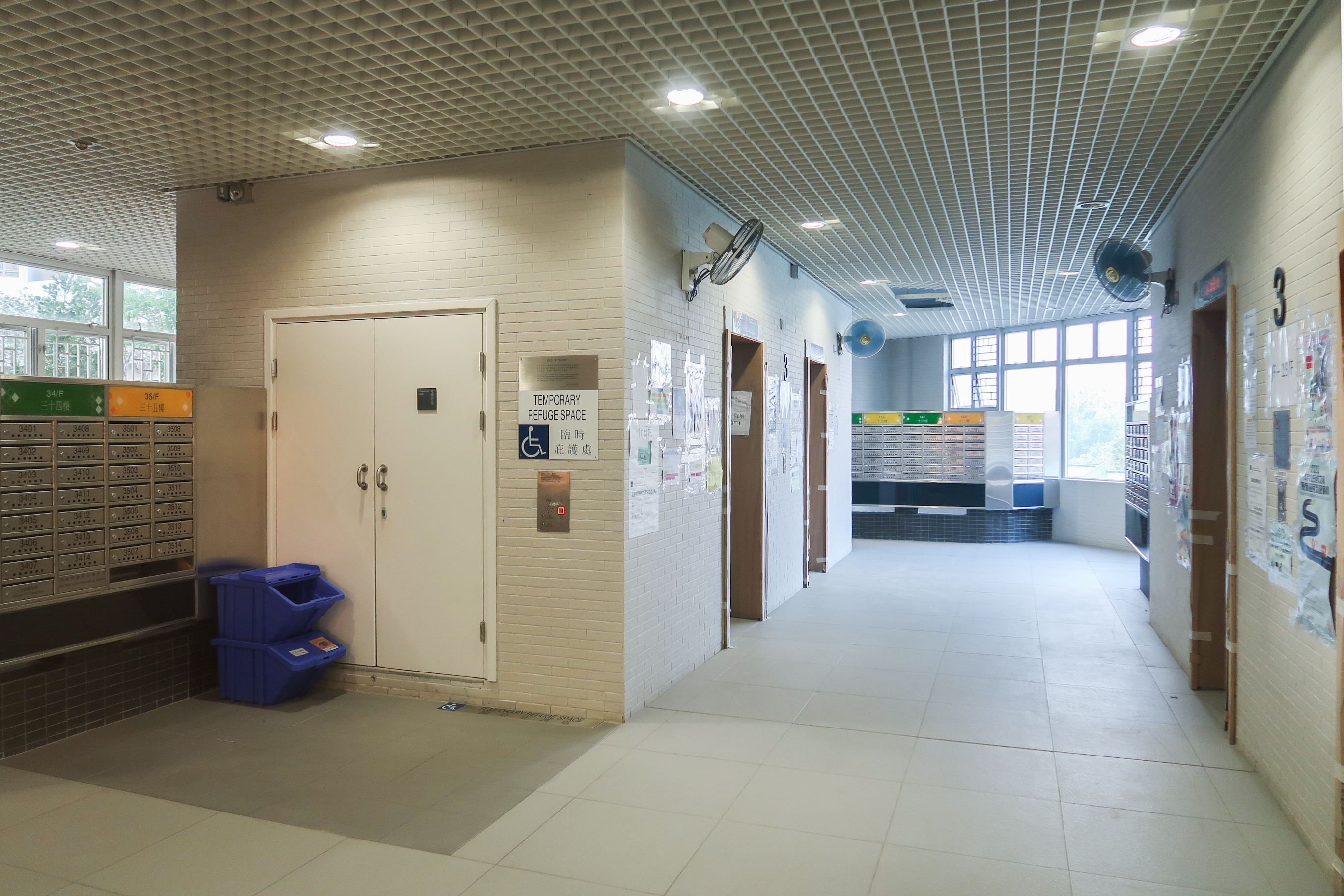
3樓大堂

寶石湖邨共有1,144個單位，向彩園路的部份單位安裝隔音窗。而住宅入口大堂也首次採用玻璃門設計。

### 樓宇
| 樓宇名稱（座號）           | 樓宇類型                    | 落成年份 | 樓宇層數（住宅層數） | 每層伙數 | 單位數目（伙） | 建築師                                                       | 承建商                          | 提供升降機的廠商 |
| -------------------------- | --------------------------- | -------- | -------------------- | -------- | -------------- | ------------------------------------------------------------ | ------------------------------- | ---------------- |
| 珊瑚樓（第1座） （英語：Shan Wu House） | 非標準設計大廈 （其他類型） | 2019年   | 25                   | 8        | 192            | 房屋署總建築師（3、6）、 李景勳、雷煥庭建築師事務所（ALKF+） | 興勝建築、 聯力建築（圍板工程） | 東芝             |
| 紫晶樓（第2座） （英語：Tsz Jing House） | 非標準設計大廈 （其他類型） | 2019年   | 29                   | 18       | 504            | 房屋署總建築師（3、6）、 李景勳、雷煥庭建築師事務所（ALKF+） | 興勝建築、 聯力建築（圍板工程） | 東芝             |
| 碧玉樓（第3座） （英語：Bik Yuk House） | 非標準設計大廈 （其他類型） | 2019年   | 33                   | 14       | 448            | 房屋署總建築師（3、6）、 李景勳、雷煥庭建築師事務所（ALKF+） | 興勝建築、 聯力建築（圍板工程） | 東芝             |

### 設施

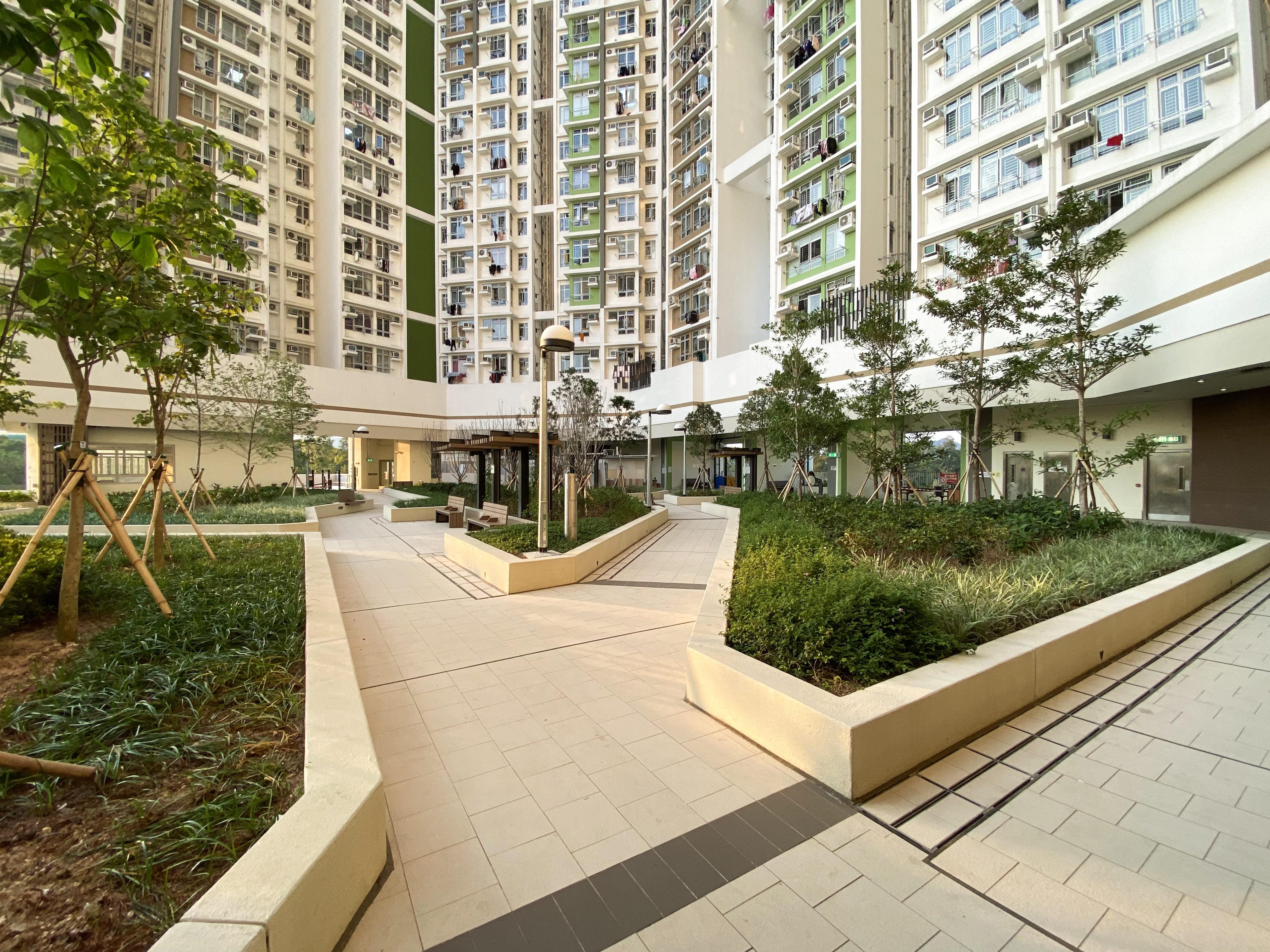
3樓平台花園

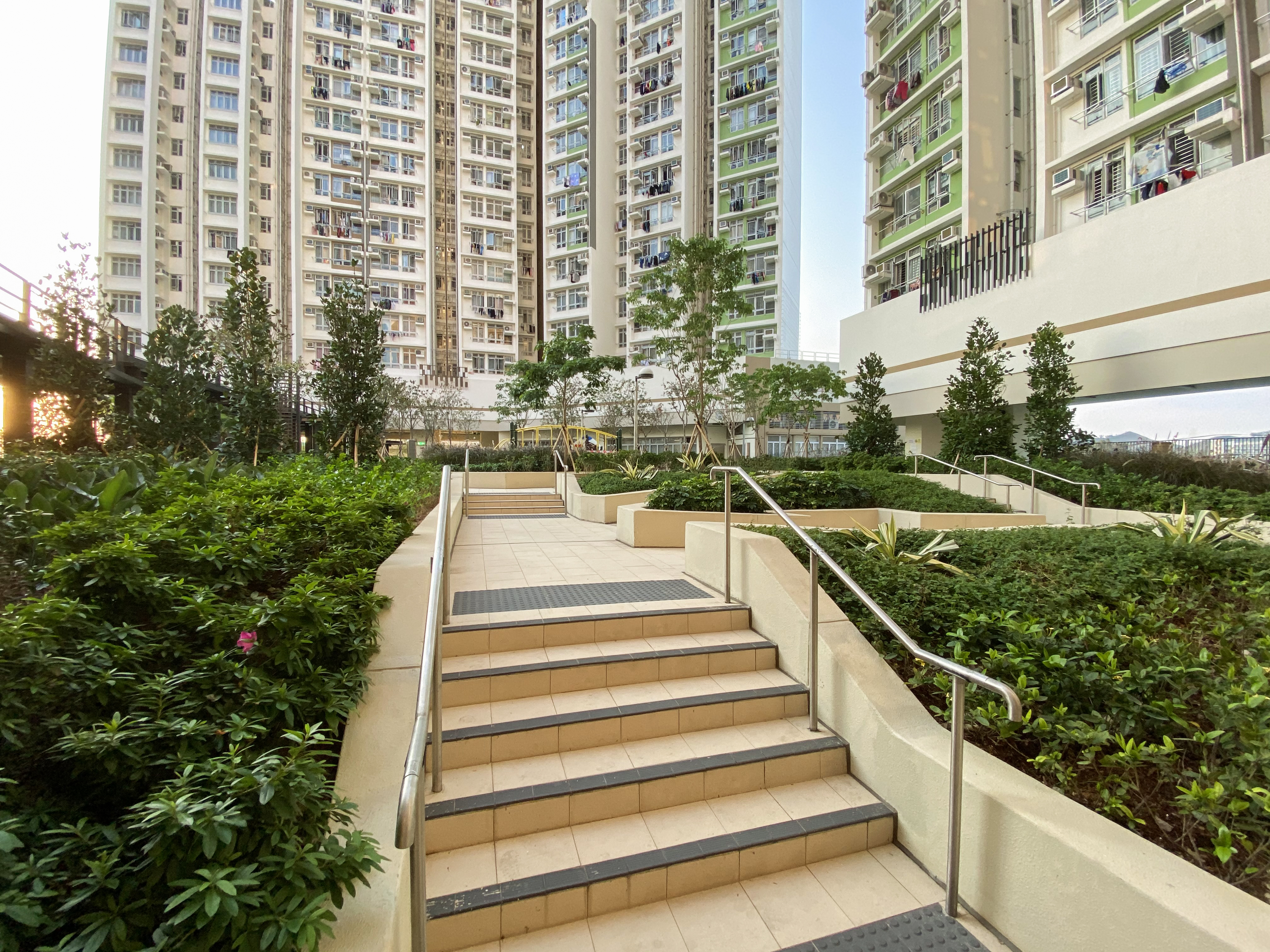
3樓平台花園階梯

屋邨大部份設施設在3樓平台，包括休憩花園，太極廣場，兒童遊樂場，乒乓球枱和健身區。平台將會有行人天橋連接服務設施大樓和地區的天橋系統往上水港鐵站。
地面設3間商店，其中2間為餐廳：銀龍餐廳和百分百餐廳，以及民主黨辦公室（已遷出）。
第二期部份為服務設施大樓，於2021年落成。該大樓內設有幼兒園，長者日間護理中心，長者鄰舍中心和護養安老院，亦設有扶手電梯及架空通道連接旁邊的連接上水廣場及彩園邨的行人天橋；地下設有商舖，包括便利店、單剪店、美容中心。當中，幼稚園已於2021年12月分配予明愛聖方濟各幼稚園，以重置該校原先位於港島西半山的校舍。
根據歸屬令，屋邨需提供155個私家車泊車位供泊車轉乘公眾停車場，現由房屋署管理及營運。而上水泊車轉乘停車場在2018年8月1日永久關閉，土地會用作發展寶石湖邨第二期工程。

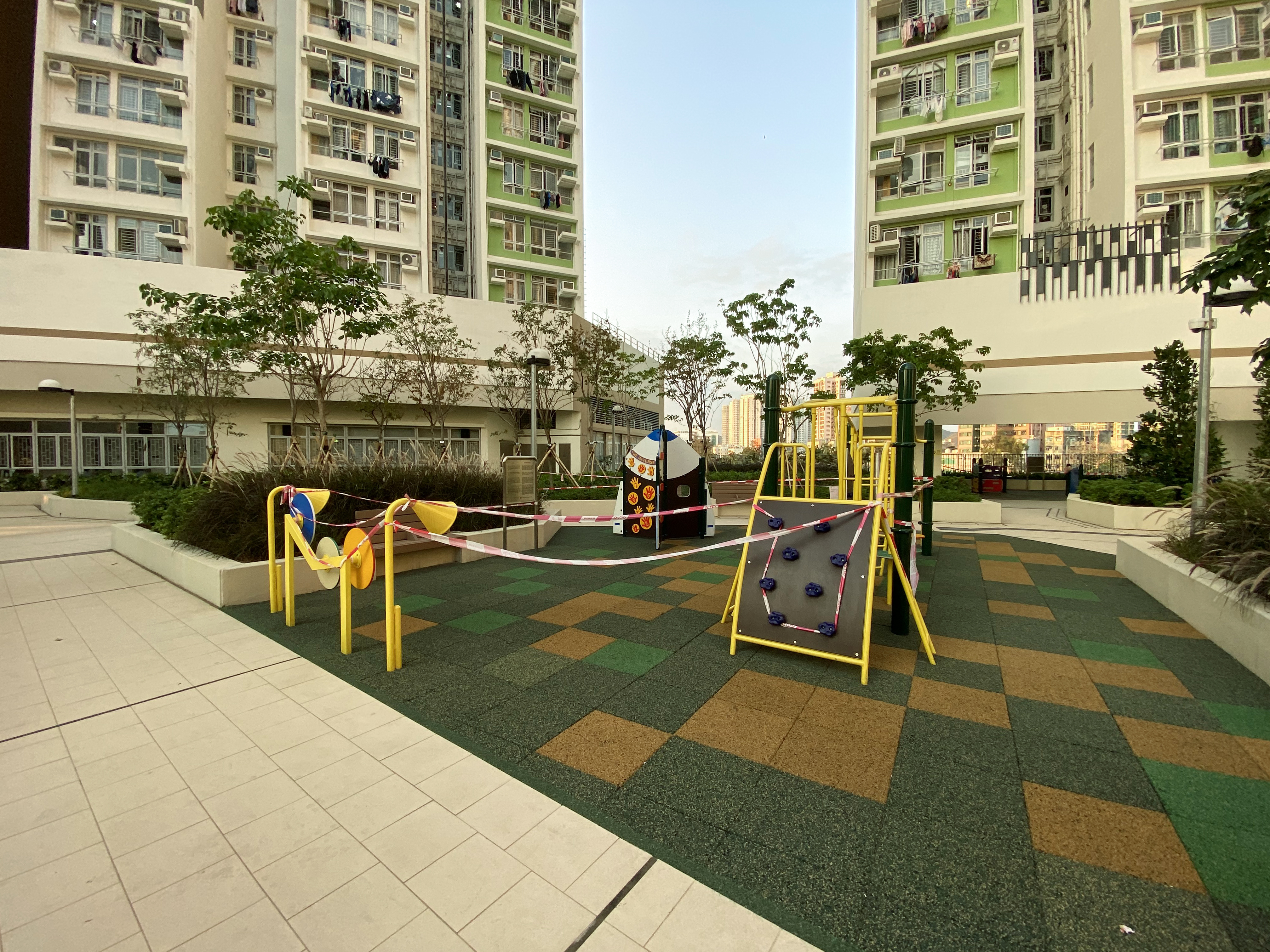
兒童遊樂場
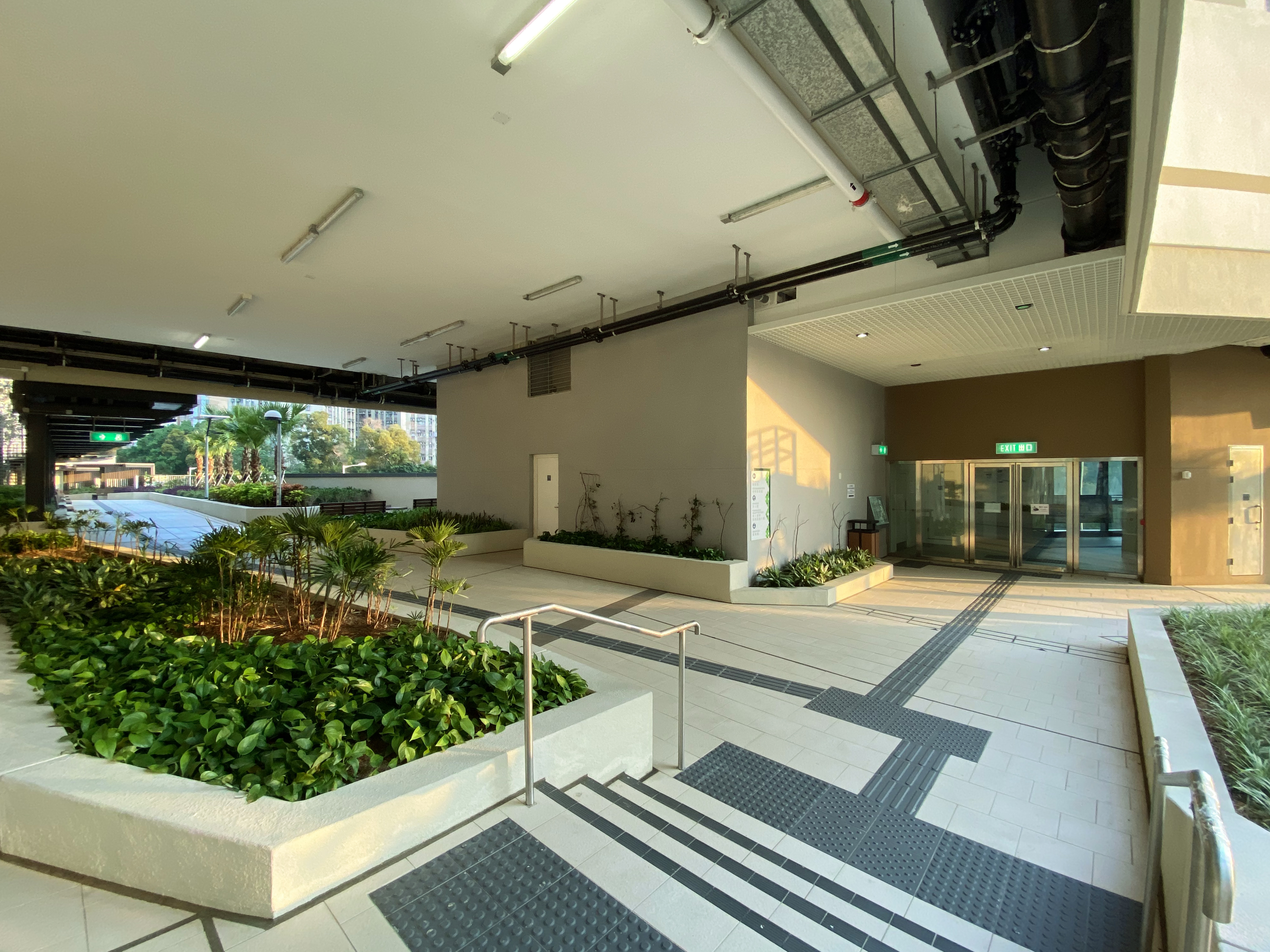
平台室內部份
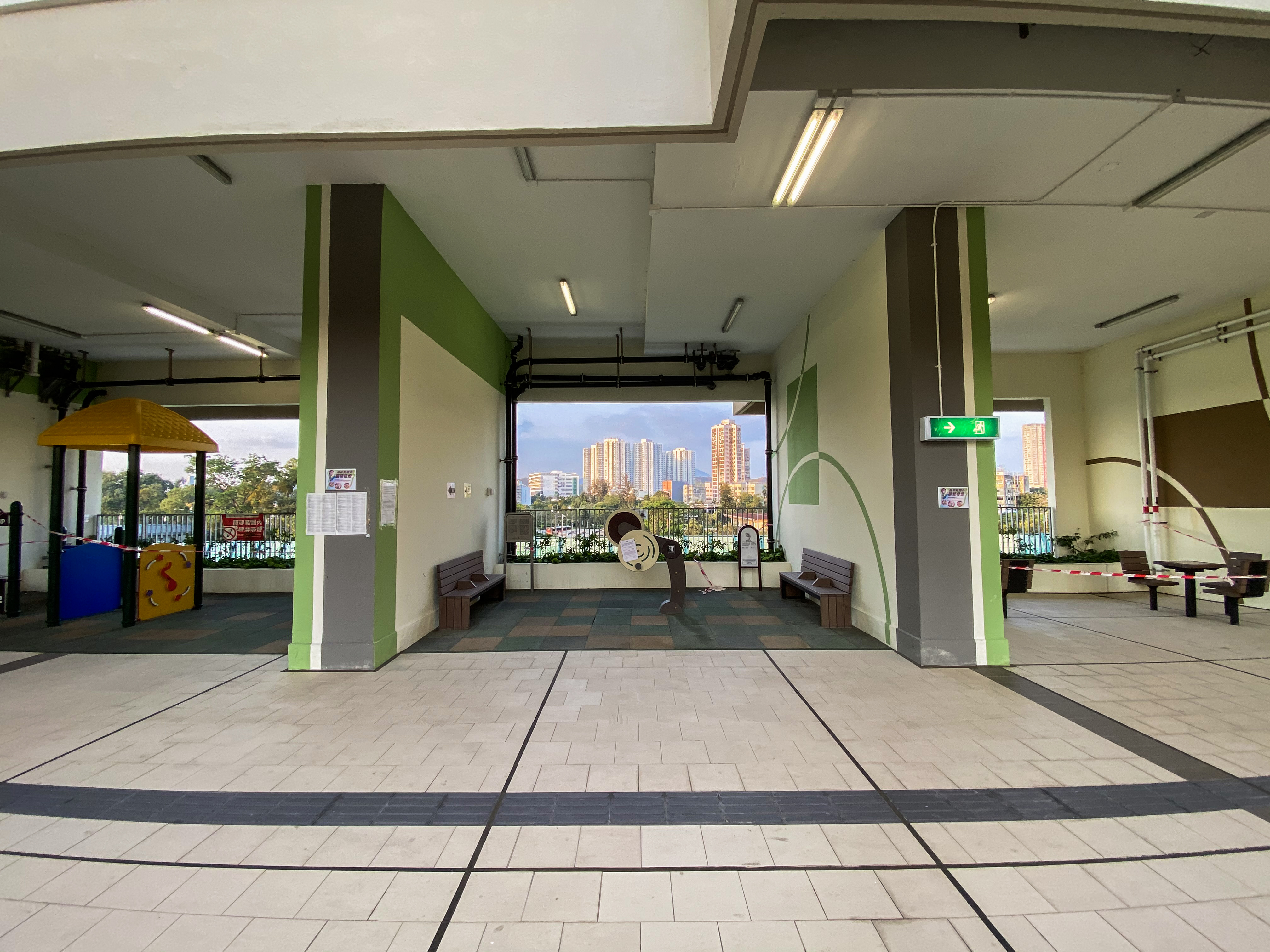
室內部份兒童遊樂場和健身區
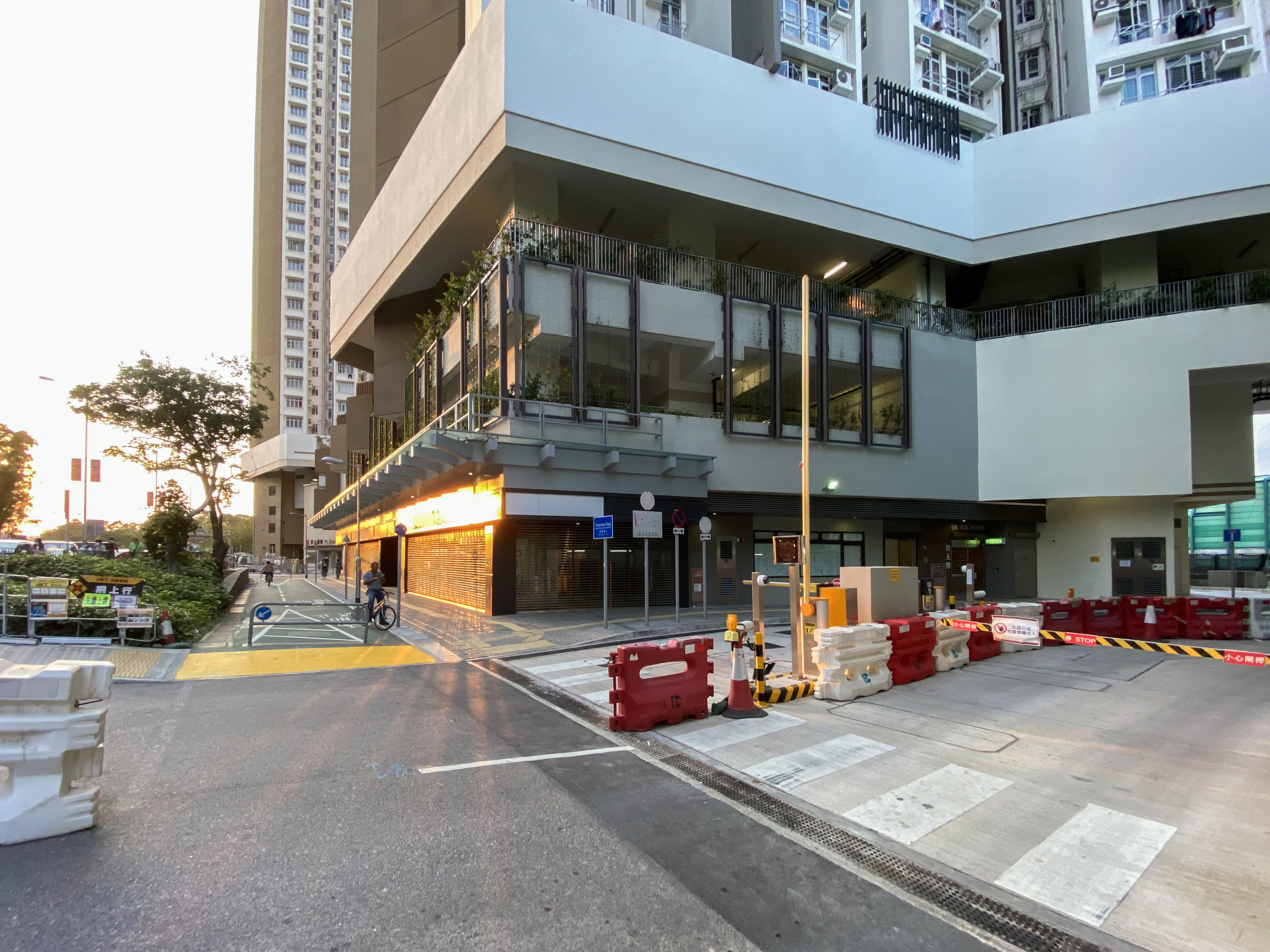
商舖和公眾停車場入口
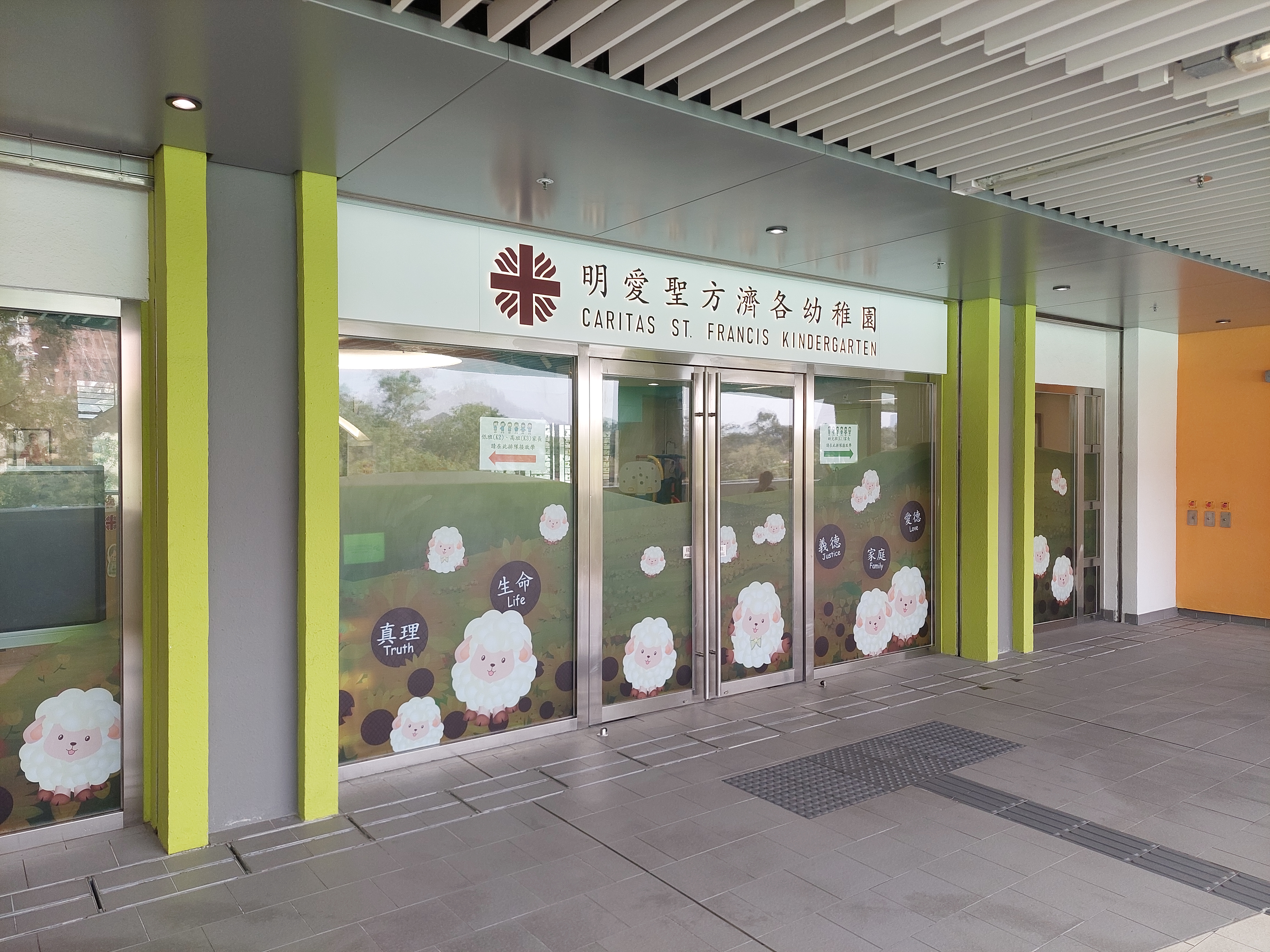
重置後的明愛聖方濟各幼稚園
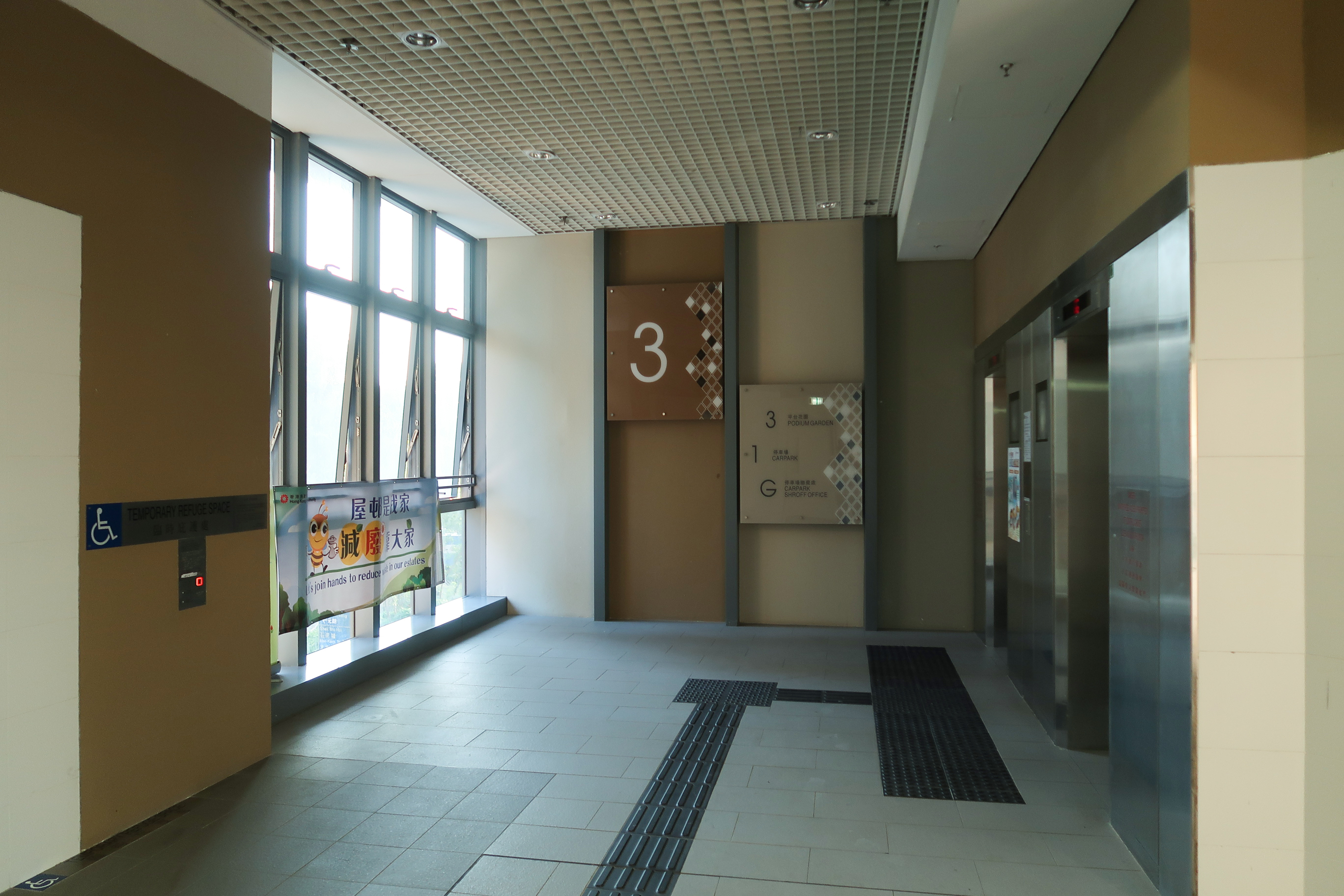
往平台中轉大堂（3樓）
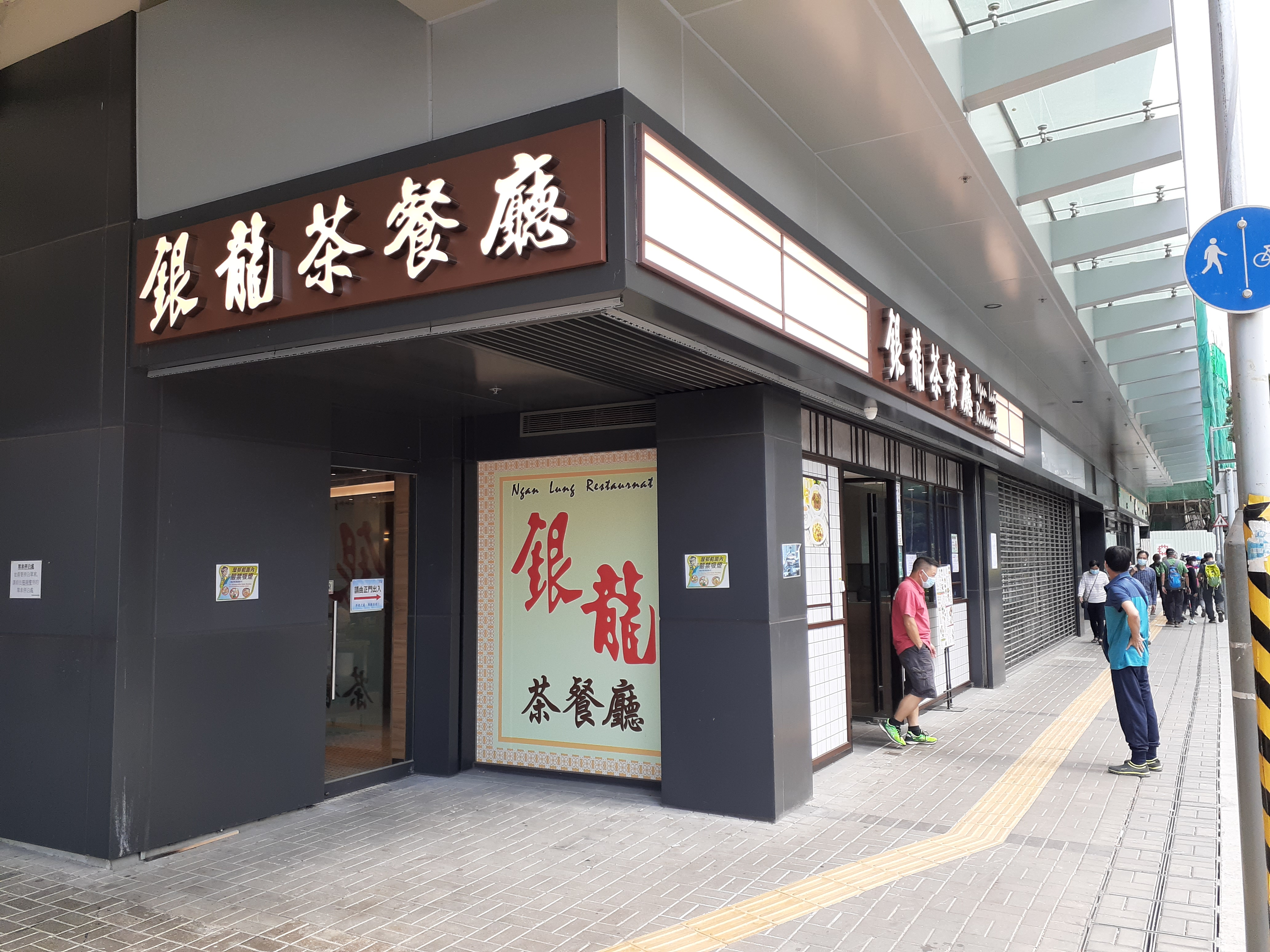
銀龍茶餐廳

## 興建期間的圖片庫

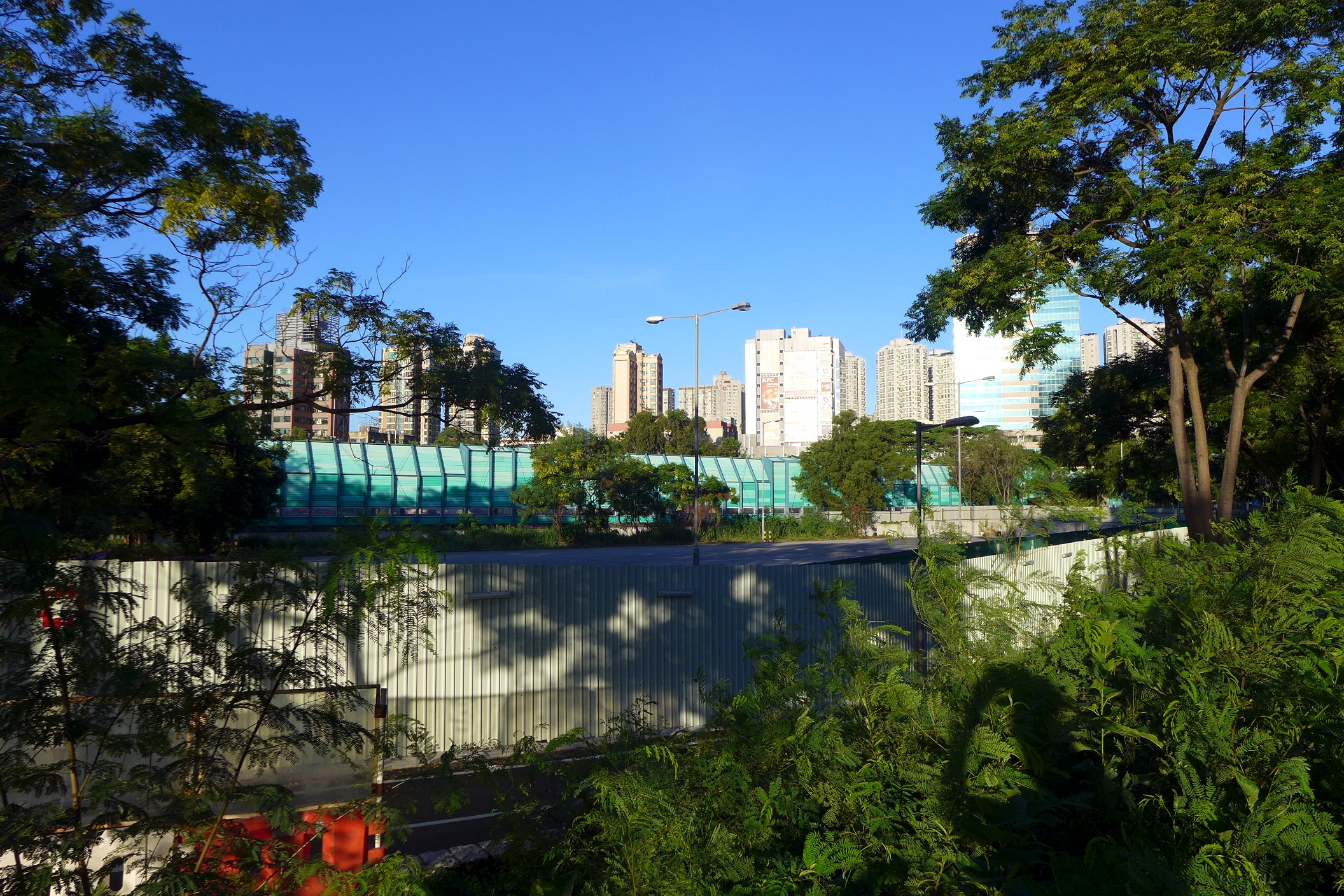
2014年8月
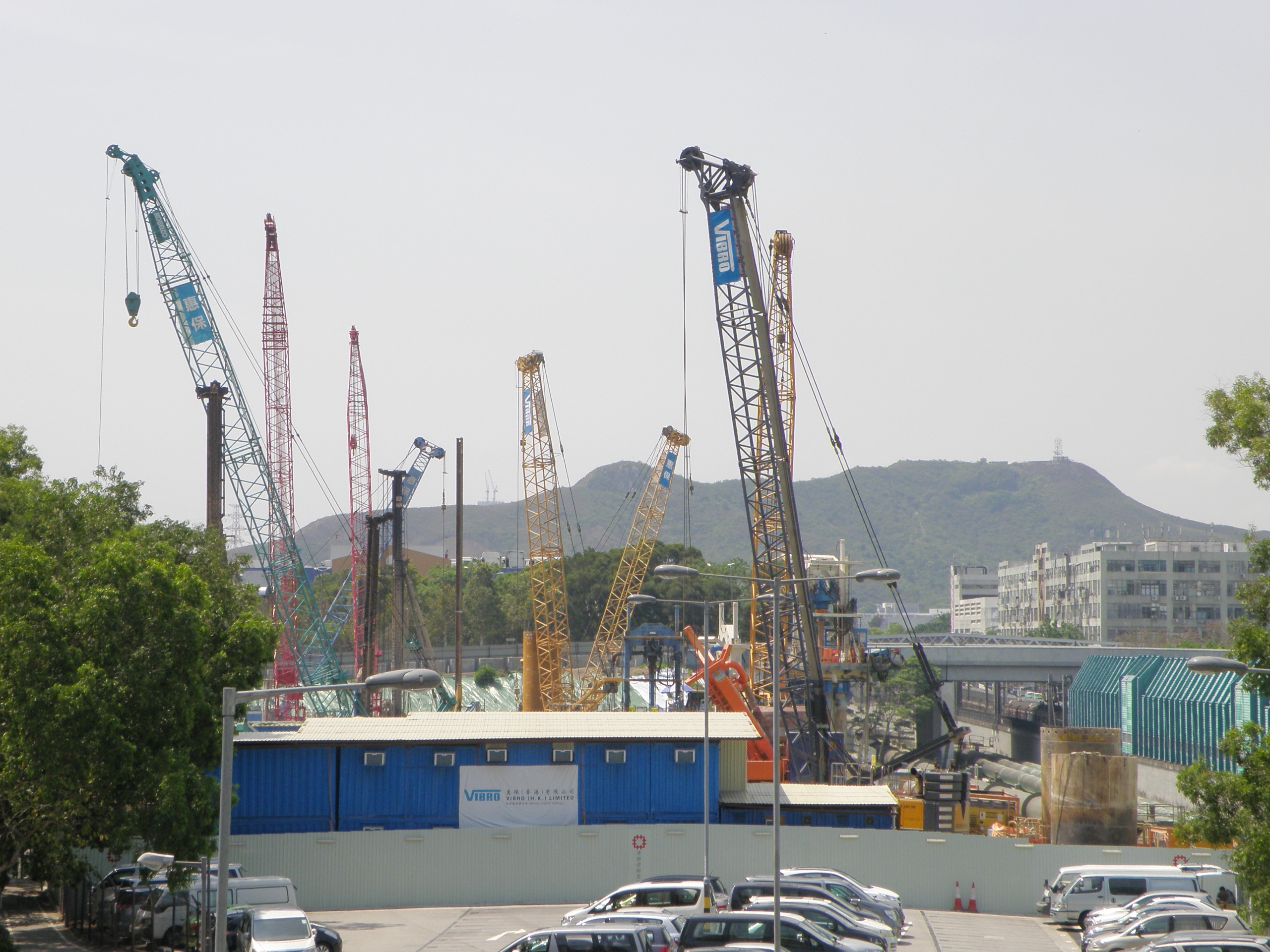
2015年4月，東南面
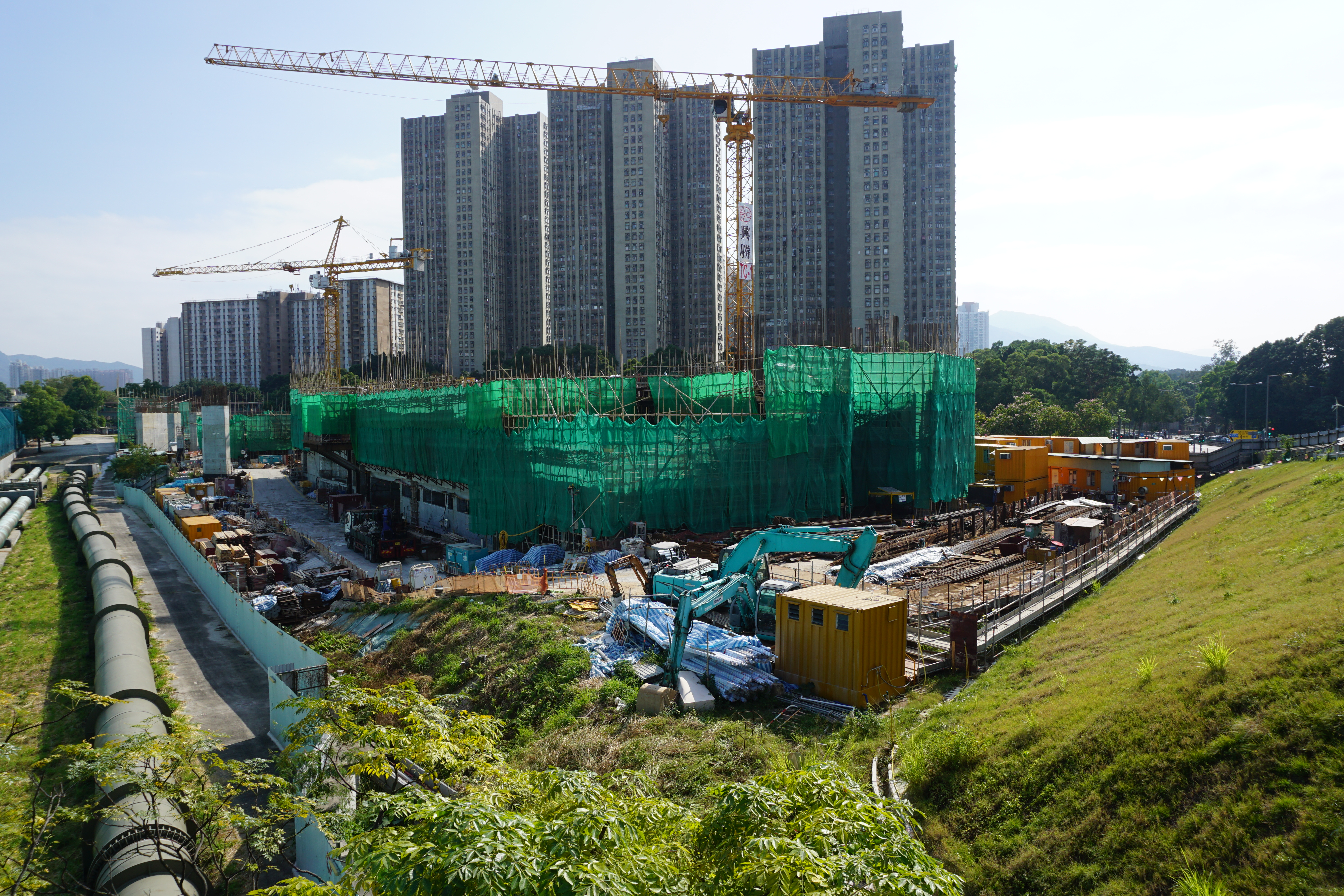
2016年12月，東北面
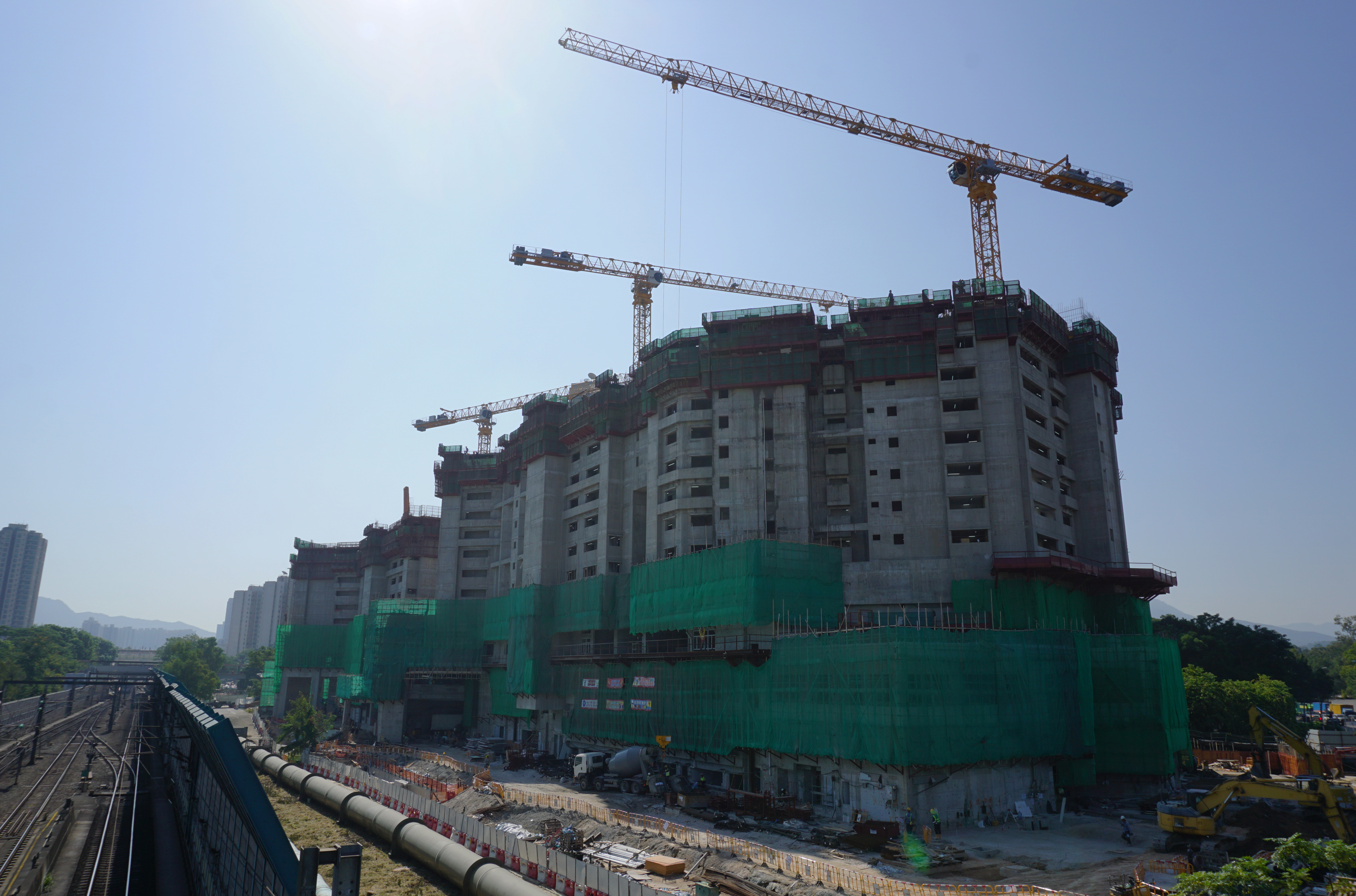
2017年11月，東北面
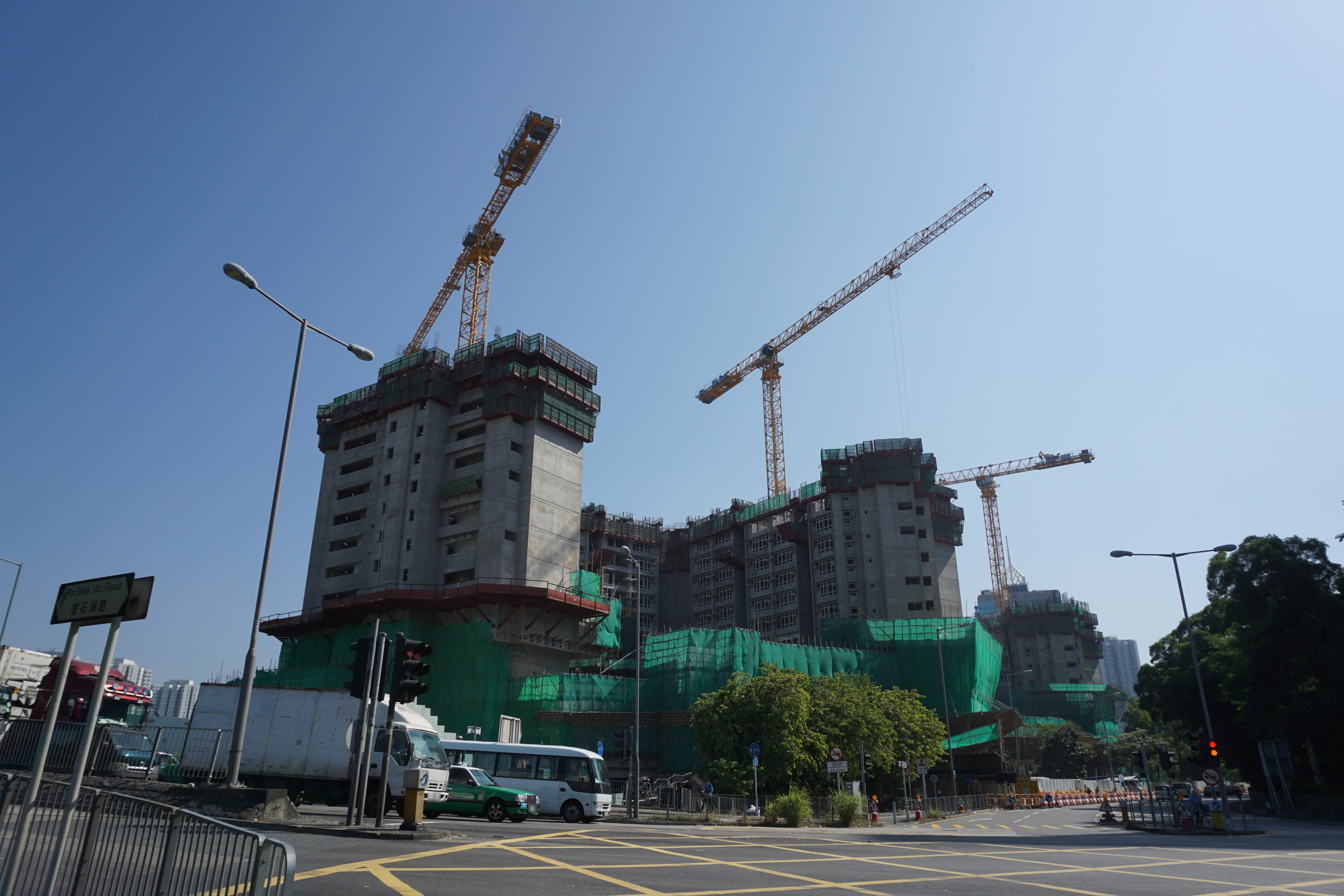
2017年11月，西南面
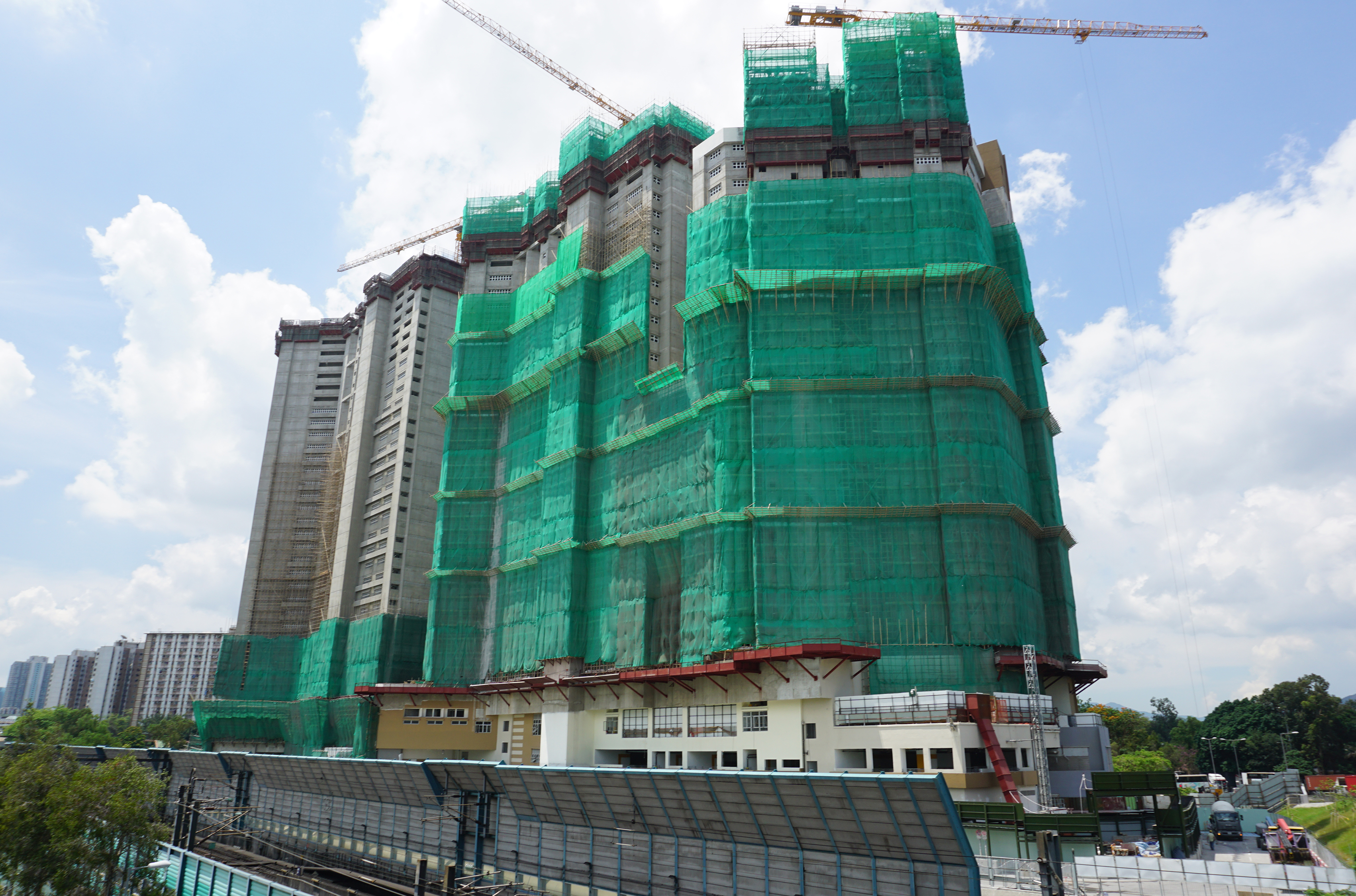
2018年5月，東北面
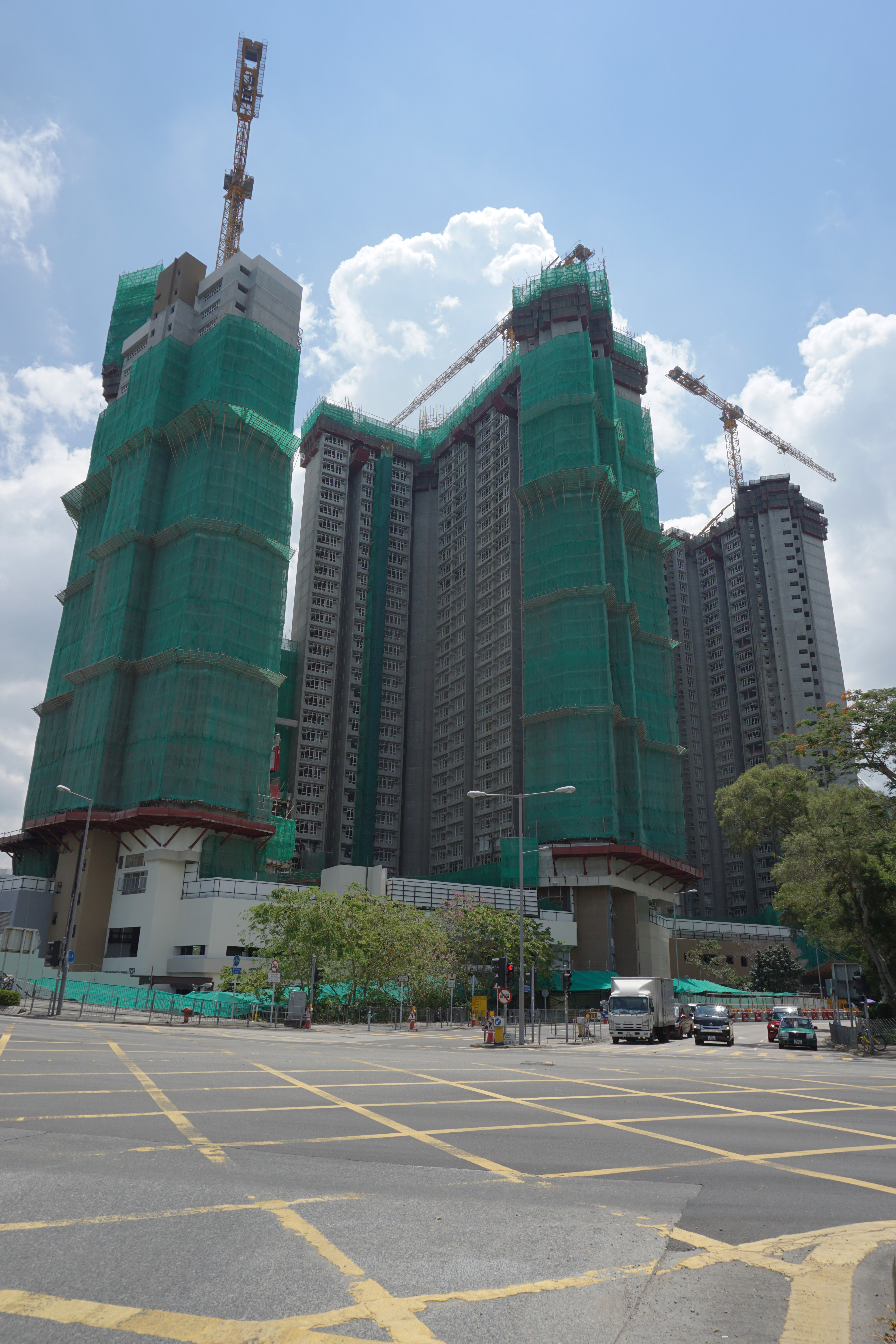
2018年5月，西南面
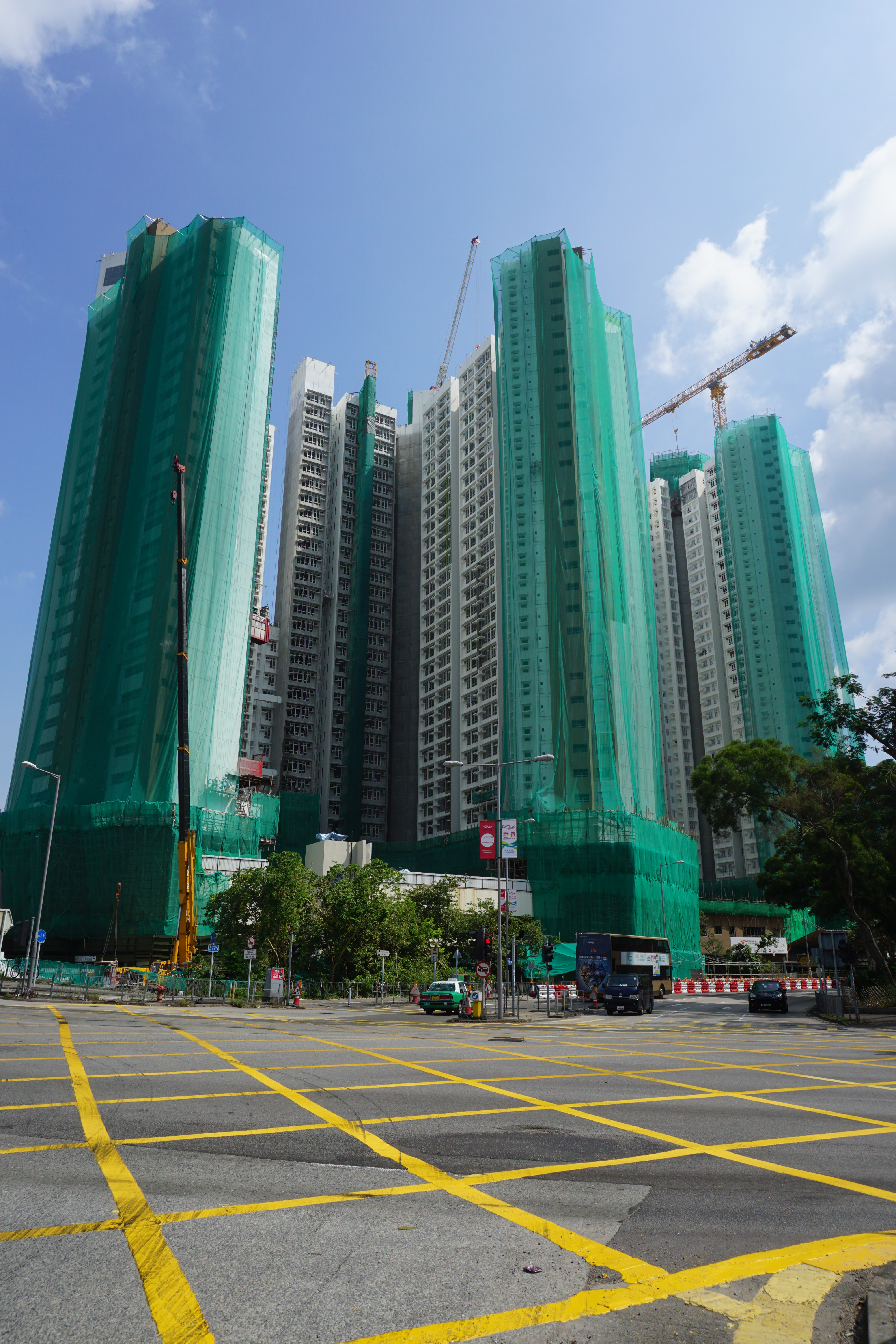
2018年10月，西南面
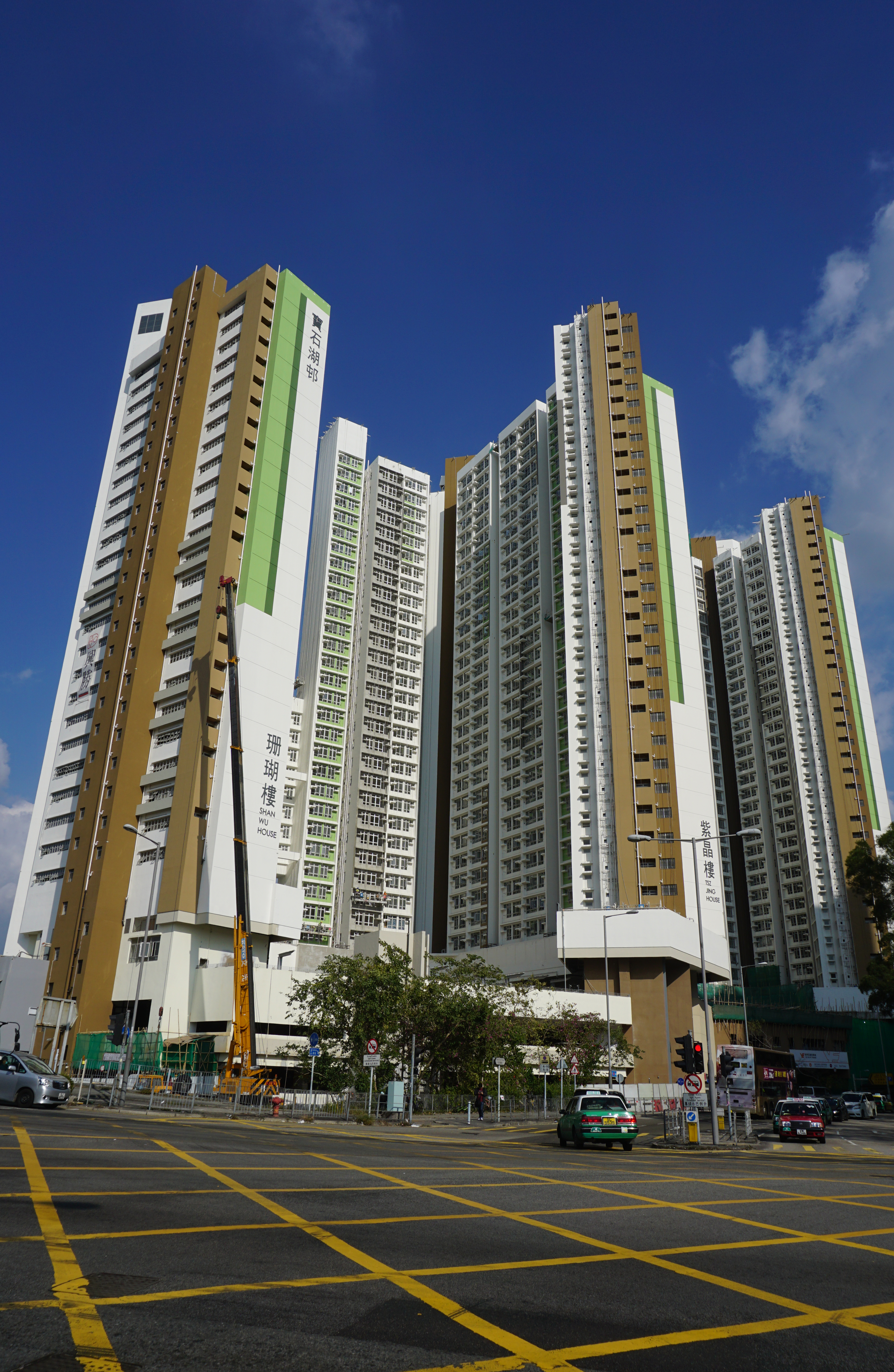
2019年1月，西南面
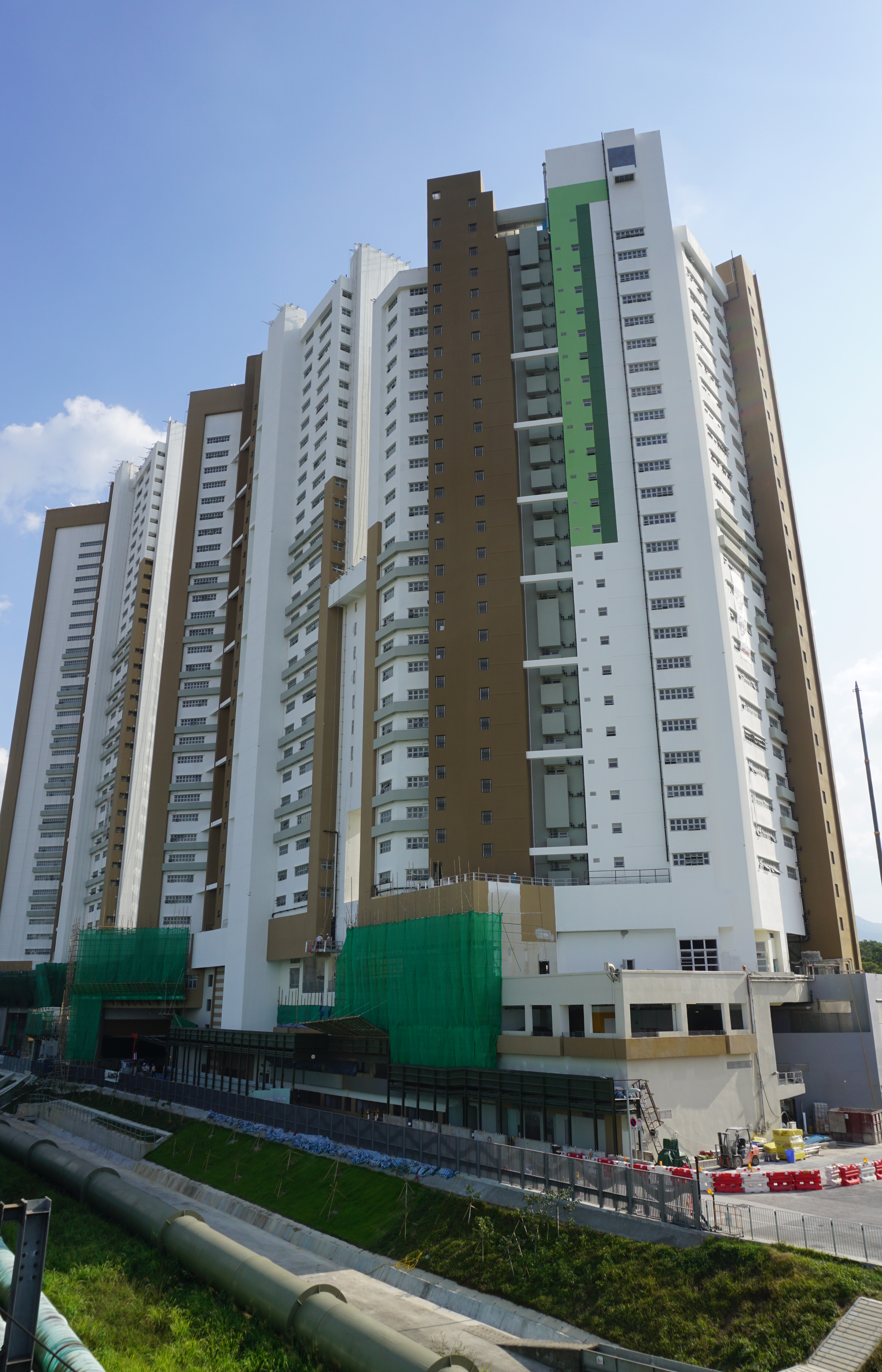
2019年1月，東北面

## 區議會議席分布
由於寶石湖邨人口不足以成為一個區議會選區，所以劃入鄰近的石湖墟選區，前任區議員為民主黨副主席林卓廷。
| 範圍／年度   | 2016-2019  | 2020-2023  |
| ------------ | ---------- | ---------- |
| 整個寶石湖邨 | 石湖墟選區 | 石湖墟選區 |

## 問題

### 沖廁水驚現活蟲
2020年9月25日，有媒體報道邨內有住戶發現馬桶出現活蟲，之後向屋邨管理公司求助，不過屋邨管理公司經理一度質疑活蟲為住戶排出，令事主心感不滿而向當區區議員林卓廷求助及接受傳媒訪問。房屋署及屋邨管理公司曾派員以高壓水槍清理及更換坐廁，但蟲患問題依然持續。9月26日林卓廷與部份寶石湖邨住戶召開記者會，指碧玉樓和紫晶樓至少12個單位的沖廁水出現活蟲和疑似蟲卵，並公開部份圖片和影片。其中有單位馬桶出現超過40條蟲，最長有2-3厘米。有住戶指自入伙起已發現坐廁有活蟲，問題困擾達9個月仍未能解決。林卓廷擔心事件與大廈水源或樓宇結構相關，並要求房署盡快派員清理及查出蟲患來源。有專家相信相關活蟲為搖蚊幼蟲，估計有搖蚊成蟲在氣喉或在水箱未關好而進入供水系統中產卵，並沿水管沖到住戶單位。而碧玉樓至今共有9個單位的沖廁水發現蟲蹤；紫晶樓亦有3個單位出現同樣情況。

## 事件
2021年9月6日下午1時43分，警方接獲住戶報案，稱在碧玉樓一個單位外傳出惡臭。其後消防到場破門入屋，發現一對103歲及59歲母子倒臥屋內，二人明顯無生命迹象，經檢驗後當場證實死亡。警方相信死因無可疑，列作屍體發現處理。消息指照顧老婦的兒子在早前突然猝死，母親因乏人照顧失救而去世。香港社會服務聯會長者服務總主任司徒偉珠慨嘆事件屬不幸，不過政府指涉事家庭並非其社工的跟進個案。

## 外部連結
- 房委會物業位置及資料 寶石湖邨 （页面存档备份，存于）